# مهرغاره
مهرغاره ((بالبلوشية|مہرگڑھ); (بالأردوية: مہرگڑھ)‏) هو موقع مستوطنة زراعية قديمة في جنوب آسيا وواحدة من أهم مواقع علم الآثار من الفترة المبكرة للعصر الحجري الحديث في المنطقة.
يقع هذا الموقع في بلوشستان الباكستاني، في سهل كاشي بالقرب من ممر بولان، إلى الغرب من وادي السند بين المدن الحالية كويتا، قلات وسيبي.
ويعتبر البعض هذا الموقع كأول موقع للزراعة المنظمة - حوالي 9000 قبل الميلاد - في جنوب آسيا، استنادا إلى الحفريات الأثرية التي أجريت بين عامي 1974 و1985 من قبل عالم الآثار الفرنسي جان فرانسوا جاريج وفريقه. وهناك نجد أيضا أقدم الفخاريات في آسيا الجنوبية.
يبدو أن المدينة تم هجرانها بصورة واسعة في حدود 2600 قبل الميلاد - 2000 قبل الميلاد، والتي تتزامن مع فترة حضارة وادي السند.
في عام 2001 تم وصف ممارسة سكان مهرغاره جراحة الأسنان، بحيث تم العثور على بعض الثقوب الصغيرة على أضراس رجلين. وقد تم اقتراح أن البرامات الحجرية التي كانت تستعمل لصناعة الخرز قد استغلت لهذا الغرض.

## لمحة تاريخية
مهرغاره هي واحدة من أبكر المواقع المعروفة التي تظهر فيها أدلة على الزراعة والرعي في جنوب آسيا. تأثرت بثقافة العصر الحجري للشرق الأدنى، مع أوجه تشابه مع «أصناف القمح المستأنسة والمراحل المبكرة من الزراعة والتحف الأثرية الأخرى وبعض النباتات المستأنسة وحيوانات القطيع». وفقًا لبارباولا، فقد هاجرت الثقافة إلى وادي السند وأصبحت ما يسمى بحضارة وادي السند من العصر البرونزي.
يجادل جان فرانسوا جاريغ في أصل مهرغاره المستقل. يلاحظ جاريغ أن «الافتراض القائم على أن الاقتصاد الزراعي قد أُدخل بالكامل من الشرق القريب إلى جنوب آسيا»، والتشابه بين مواقع العصر الحجري الحديث من شرق بلاد ما بين النهرين وغرب وادي السند، هي دليل على «التواصل الثقافي» بين تلك المواقع. مع ذلك، بالنظر إلى أصل مهرغاره، يخلص جاريغ إلى أنها تمتلك خلفية محلية سابقة، وليست «منعزلة» عن ثقافة العصر الحجري الحديث في الشرق الأدنى.
يقترح لوكاس وهيمفيل تطورًا محليًا مبدأيًا لمهرغاره، مع استمرارية في تطور الثقافة لكن بوجود التغيير السكاني. بحسب لوكاس وهيمفيل، في حين أن هناك استمرارية قوية بين ثقافات العصر الحجري الحديث والعصر النحاسي في مهرغاره، تظهر أدلة الأسنان أن سكان العصر الحجري الحديث لم ينحدروا من سكان العصر الحجري في مهرغاره، مما يشير إلى «مستويات معتدلة من انسياب المورثات». كتبا بأنه قد «عُثر على الأحفاد المباشرين لسكان العصر الحجري في مهرغاره إلى الجنوب والشرق من مهرغاره، شمال غرب الهند والحافة الغربية من هضبة ديكان، مع إظهار مهرغاره من العصر الحجري الحديث لتقارب أكبر مع إنامغون من العصر النحاسي في جنوب مهرغاره، من التقارب مع مهرغاره من العصر النحاسي. 
نصت أبحاث غاليغو روميرو وآخرين (2011) التي تدور حول استدامة تأثير اللاكتوز في الهند على أن «المساهمة الجينية الأوروبية الآسيوية الغربية التي حددها رايش وآخرون (2009) تعكس أساسًا انسياب المورثات من إيران والشرق الأوسط. يلاحظ غاليغو روميرو أن الهنود الذين يتحملون اللاكتوز يظهرون نمطًا وراثيًا فيما يتعلق بهذا التحمل وهو «سمة من سمات الطفرة الأوروبية المشتركة». بحسب روميرو، يشير هذا إلى أن «طفرة عدم تحمل اللاكتوز الأكثر شيوعًا أدت إلى هجرة باتجاهين من الشرق الأوسط قبل أقل من 10,000 سنة. في حين أن الطفرة انتشرت في جميع أنحاء أوروبا، لا بد أن مستكشف آخر قد جلبها شرقًا إلى الهند وعلى الأرجح أنه كان مسافرًا على طول ساحل الخليج العربي حيث عثر على أنواع أخرى من نفس الطفرة». لاحظا أيضًا أن «أقدم دليل على رعي الماشية في جنوب آسيا ينحدر من وادي نهر السند في موقع مهرغاره ويعود تاريخه إلى 9000 سنة قبل الحاضر.

## مقالات ذات صلة
- حضارة وادي السند
- حضارات ما قبل التاريخ
- موهينجو دارو
- هارابا
- لوتهال